# Governador Dix-Sept Rosado
Governador Dix-Sept Rosado är en kommun i Brasilien.   Den ligger i delstaten Rio Grande do Norte, i den östra delen av landet, 1 600 km nordost om huvudstaden Brasília. Antalet invånare är 12 373. Arean är 1 129 kvadratkilometer.
Terrängen i Governador Dix-Sept Rosado är huvudsakligen platt.
Följande samhällen finns i Governador Dix-Sept Rosado:
- Governador Dix Sept Rosado

Omgivningarna runt Governador Dix-Sept Rosado är huvudsakligen savann. Runt Governador Dix-Sept Rosado är det glesbefolkat, med 10 invånare per kvadratkilometer.